# چهار شغل

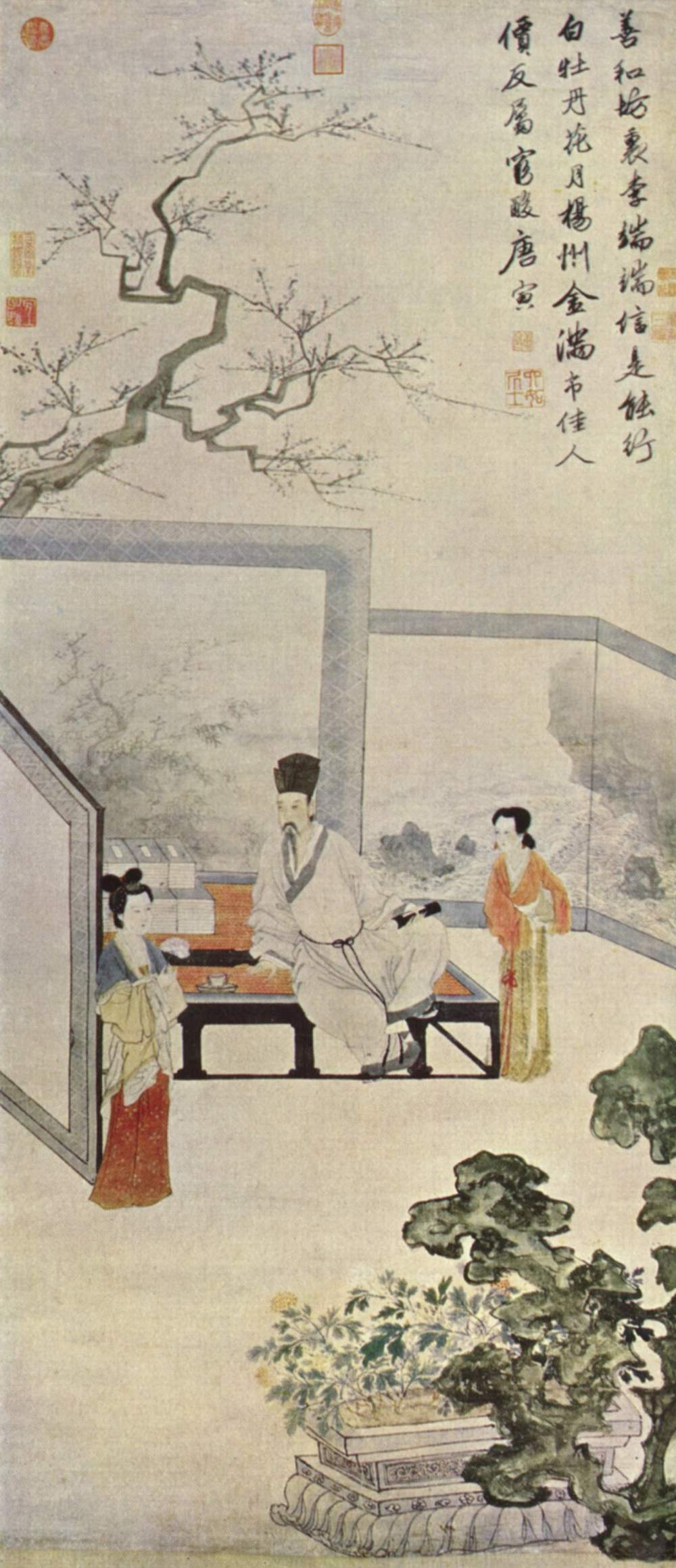
یک نجیب‌زاده چینی همراه با دو همسرش

چهار شغل (به چینی سنتی: 士農工商) به طبقه‌بندی شغلی که در تاریخ چین از آن استفاده می‌شد و توسط محققان کنفسیوس‌گرایی یا حقوقدانان ایجاد شده بود اشاره دارد. این سیستم تا اواخر دودمان ژو (از سال ۱۰۴۶ پیش از میلاد تا ۲۵۶ پیش از میلاد) بخشی اصلی از ساختار اجتماعی را در چین تشکیل می‌داد. این چهار شغل عبارت بودند از شی (شغل) (دانشمندان، نجیب‌زاده)، نونگ (کشاورزان، دهقان)، گونگ (شغل) (صنعتگران و برزگران) و شانگ (بازرگانان و کاسبان) بودند. چهار مشاغل همیشه به این ترتیب نیز نبوده‌اند. این چهار دسته کلاس اقتصادی اجتماعی نبودند. نه ثروت و مقام به این مقوله ارتباط داشت و نه وراثت. این سیستم در تمام گروه‌های اجتماعی حاضر در جامعه پیشامدرن چین تأثیرگذار نبود و مقوله‌های گسترده آن بیشتر ایده‌آل‌سازی بود تا واقعیت عملی. تجاری‌سازی جامعه چین در  دودمان سونگ و دودمان مینگ مرزهای این چهار شغل را بیشتر محو کرد. تعریف هویت طبقه شی (شغل) با گذشت زمان تغییر کرد - از جنگجویان، به علمای اشراف و سرانجام به بوروکرات‌های علمی. همچنین در هم آمیختگی تدریجی کلاس‌های نجیب بازرگان و مالکان اربابی وجود آمد که در اواخر سلسله مینگ به اوج خود رسید. به نوعی این نظام اجتماعی در سراسر حوزه فرهنگی چین پذیرفته شد.

## در ژاپن

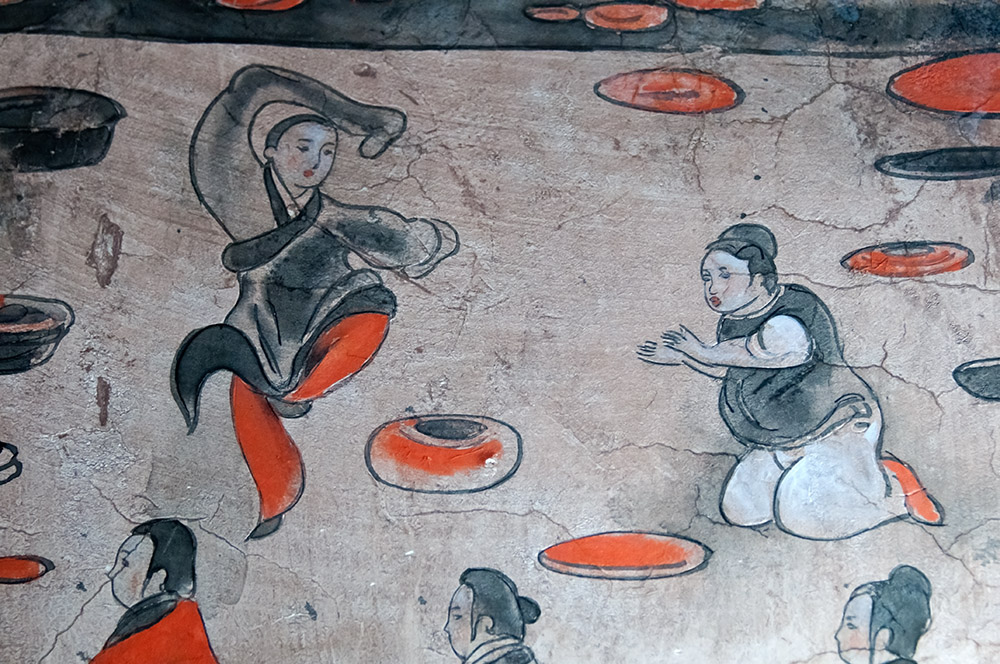
نقاشی های اتاق های تدفین مقبره داهوتینگ

در ژاپنی به آن «شی، نو، کو، شو» (士農工商, «شی‌نوکوشو») گفته می‌شود، اگرچه در ژاپن به یک سیستم کاست ارثی سخت تغییر یافت، جایی که ازدواج در آن سوی خطوط کاست از نظر اجتماعی قابل قبول نبود. در ژاپن، نقش دانشمندان توسط طبقه سامورایی به صورت ارثی جایگزین شد. این سامورایی‌ها که در اصل یک طبقه رزمی بودند، در دوره شوگون‌سالاری توکوگاوا به اربابان و مدیران مدنی (دایمیو) تبدیل شدند. هیچ محک و آزمونی لازم نبود زیرا موقعیت‌ها به ارث می‌رسید. آنها حدود ۵٪ از جمعیت را تشکیل می‌دادند و اجازه داشتند نام خانوادگی مناسبی داشته باشند.
در قرن شانزدهم، دایمیوها شروع به تمرکز دولت با جایگزین کردن کمک مالی با ریخت‌وپاش کردن و تحت فشار قرار دادن افراد تازه‌کار برای نقل مکان در شهرهای قلعه‌ای متعلق به خود، به دور از دیگر پایگاه‌های مستقل قدرت کردند. فرماندهان نظامی سعی می‌کردند که جامعه را بر محور خود بگردانند و از تشکیل وفاداری شدید شخصی بین اربابان محلی و سامورایی‌ها جلوگیری می‌کردند. صنعتگران و بازرگانان توسط این اربابان محلی جلب می‌شدند و گاه انتصابات رسمی دریافت می‌کردند. این قرن یک دوره تحرک اجتماعی استثنایی بود، با نمونه‌هایی از بازرگانان سامورایی‌تبار یا عوام سامورایی. سامورایی‌ها و بازرگانان در قرن هجدهم با وجود خصومت عمومی سامورایی‌ها با بازرگانانی که به عنوان بستانکارشان مقصر مشکلات مالی طبقه سامورایی‌های بدهکار بودند، از نزدیک در هم آمیخته بودند.